# Neptune chaud

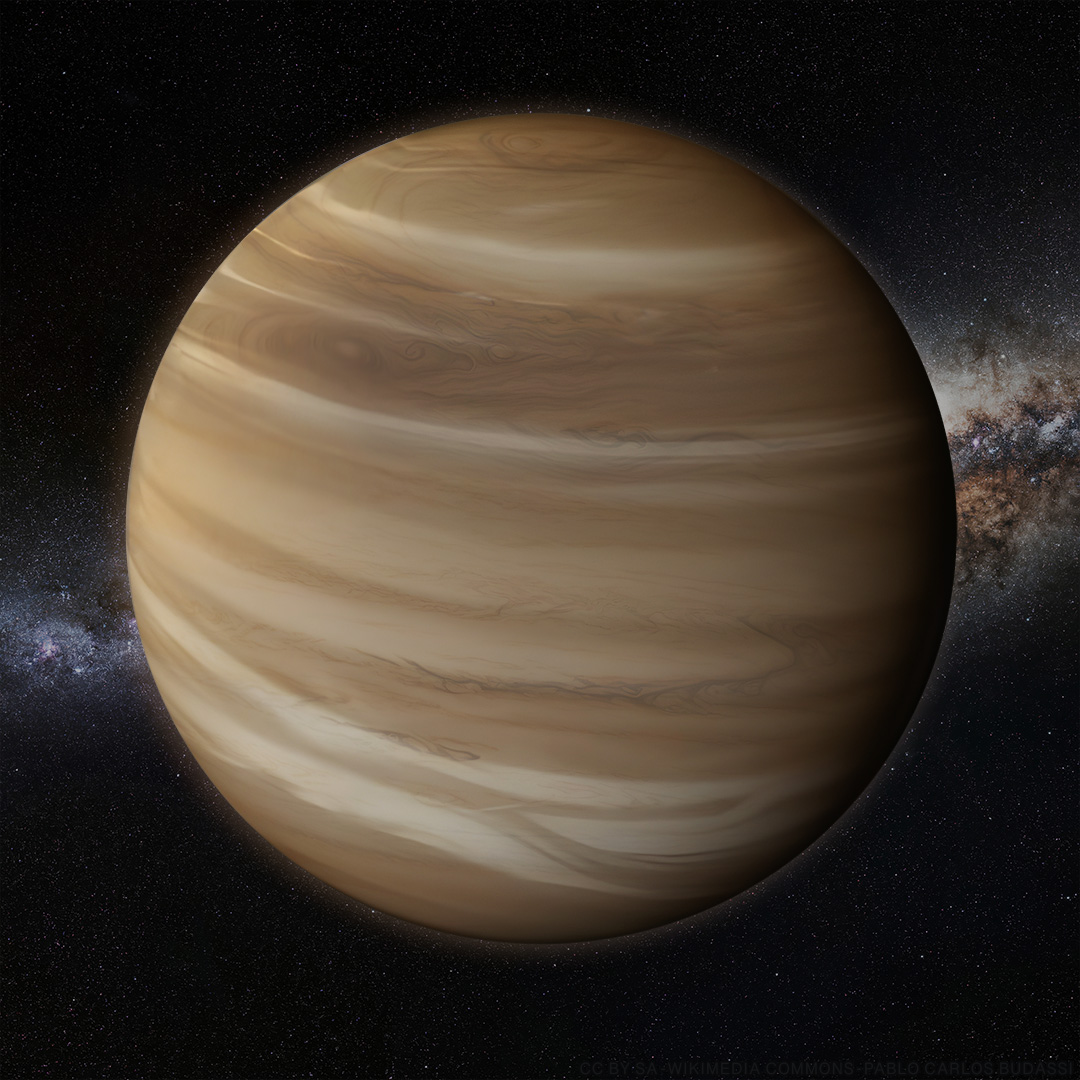
Vue d'artiste d'une planète de type Neptune chaud.

Une exoplanète de type Neptune chaud, ou parfois Uranus chaud,, est telle qu'elle est en orbite près de son étoile parente, c'est-à-dire à moins d'une unité astronomique,.
La masse d'un Neptune chaud est comparable à celle du noyau et de l'atmosphère d'Uranus ou Neptune, dans un intervalle de l'ordre de 10 masses terrestres (en deçà, on parle de mini-Neptunes et de super-Terres) à 30-50 masses terrestres (au-delà, on parle de planètes joviennes, en l'occurrence Jupiter chauds). Des observations récentes ont révélé une population potentielle de Neptune chauds plus grande que celle initialement prévue.
Le premier Neptune chaud à avoir été découvert est Dulcinée (Mu Arae c, ou HD 160691 c).

## Caractéristiques
Les Neptune chauds sont distingués des Neptune tièdes, moins chauds, par l'absence de méthane à des températures supérieures à environ 1 200 kelvins.
Observées d'un point éloigné, ces planètes ont plus de chance de montrer un transit astronomique avec leur étoile que les planètes de même masse avec des orbites plus éloignées de leur étoile. Les Neptune chauds les plus remarquables sont Gliese 436 b, le premier trouvé avec transit astronomique ; et HAT-P-11 b, observé par le télescope Kepler.
La première étude théorique sur leur formation est une thèse doctorale par Gustavo Rodolfo Cionco, publiée en 2004.

## Le désert des Neptune chauds
Parmi les exoplanètes situées près de leur étoile, on a détecté relativement peu de Neptune chauds (en comparaison des Jupiter chauds d'un côté et des super-Terres de l'autre). Une explication plausible est qu'elles perdraient leur atmosphère assez rapidement, devenant alors des « planètes chthoniennes ».